# 阿爾貝什蒂鄉 (瓦斯盧伊縣)
46°30′N 27°52′E / 46.500°N 27.867°E
阿爾貝什蒂鄉（羅馬尼亞語：Comuna Albești, Vaslui），是羅馬尼亞的鄉份，位於該國東北部，由瓦斯盧伊縣負責管轄，面積59平方公里，海拔高度164米，2007年人口3,303，人口密度每平方公里56人。